# Gagea hiensis
Gagea hiensis är en liljeväxtart som beskrevs av Adolf Adolph A. Pascher. Gagea hiensis ingår i Vårlökssläktet och i familjen liljeväxter. Inga underarter finns listade.